# Pseudobunocephalus
Pseudobunocephalus is een geslacht van straalvinnige vissen uit de familie van de braadpan- of banjomeervallen (Aspredinidae).

## Soorten
- Pseudobunocephalus amazonicus (Mees, 1989)
- Pseudobunocephalus bifidus (Eigenmann, 1942)
- Pseudobunocephalus iheringii (Boulenger, 1891)
- Pseudobunocephalus lundbergi Friel, 2008
- Pseudobunocephalus quadriradiatus (Mees, 1989)
- Pseudobunocephalus rugosus (Eigenmann & Kennedy, 1903)